# 스틸러 : 일곱 개의 조선통보
《스틸러 : 일곱 개의 조선통보》는 2023년 4월 12일부터 2023년 5월 18일까지 방송했던 tvN 수목 드라마였다.

## 프로그램 소개
베일에 싸인 문화재 도둑 스컹크와 비공식 문화재 환수팀 카르마가 뭉쳐 법이 심판하지 못하는 자들을 상대로 펼치는 케이퍼 코믹 액션 드라마

## 제작진

### 극본
- 신경일

### 연출
- 최준배 : MBC 수목 드라마 《누구세요?》(조연출), MBC 주간 드라마 《심야병원》(조연출), MBC 주말 드라마 《아들녀석들》(공동 연출), MBC 일일 대하 드라마 《제왕의 딸 수백향》(공동 연출), MBC TV 《MBC 드라마 페스티벌 2013 - 하늘재 살인사건》(연출), MBC 일일 특별 기획 드라마 《압구정 백야》(조연출), MBC 일일 드라마 《최고의 연인》(공동 연출), MBC 수목 드라마 《이리와 안아줘》(연출), tvN 수목 드라마 《마우스》(연출) 연출
- 민정아

## 등장 인물

### 주요 인물
- 주원 : 황대명 (30대 중반) 역 - 문화재청, 특별조사과 공무원.

어릴 적부터 공부는 물론 운동에도 큰 재능을 보이는 엄친아 계의 일인자였다. 그러나 갑작스러운 사고로 부모님을 잃고 큰 슬픔에 빠진다. 과거 대명의 눈에 비친 아버지는 고고학자로서 사회 고위층이 불법적으로 도굴해 은닉한 문화재의 강제 환수를 위해 줄곧 노력해온 인물이었다. 그런 아버지의 뜻을 잇기 위해 서울대 고고미술사학과에 진학했고, 문화재청 소속 특별조사과 정규직 공무원이 됐다. 문화재 강제 환수 사업을 추진하기 위해 백방으로 뛰어다녔지만 쉽지 않았다. 윗선의 반발로 인해 번번이 무산되자 대명은 결국 현실과 타협한다. 칼퇴는 기본, 모든 연월차 수당까지 꼼꼼히 챙기는 월급 루팡의 길로 접어든다. 하지만 고도의 흑막이었을까? 그의 행보가 어딘가 수상쩍다. 서울지방경찰청 문화재 전담팀은 대명이 문화재 전문 도둑인 스컹크와 은밀하게 내통하고 있다는 사실을 알아채고, 스컹크 섭외를 위해 대명에게 접근한다.
반강제적으로 비공식 문화재 환수팀 ‘카르마’에 합류하게 된 대명, 하지만 무슨 이유에서인지 대명은 좀처럼 스컹크와 같은 자리에 나타나지 않는다.
- 주원 : 스컹크 역 - 신원 미상 / 전국구 골동품 도둑

사회 고위층들이 불법적으로 은닉 중인 문화재들만 골라 턴다. 지금까지 100여 개의 문화재들을 훔쳤지만, 피해자가 불법적으로 소유하고 있었기에 신고자도 도난품도 없다. 도둑을 터는 도둑이라 좋은 놈인지 나쁜 놈인지 분간이 안 된다. 항상 범죄 현장에 특이한 악취를 남겨 스컹크라 불린다.
- 최화정 : 이춘자 (49세) 역 - 스컹크의 비밀 파트너

학창 시절 그녀가 취미로 개발한 해킹 프로그램 때문에 국가의 부름을 받아 안기부에서 비밀 첩보 요원들의 정보 수집과 장비 제작을 맡는 서포터로 활약했다. 냉전 시대가 막을 내리고 안기부가 해체되자 실직하게 됐지만, 미리 사둔 미래형 주식과 각종 특허로 벼락부자가 됐다. 돈으로 누리는 기쁨이 줄고, 삶이 무료해질 무렵 스컹크를 만나며 삶의 활력을 되찾는다. 이후, 팀 카르마에 합류해 마음껏 재능을 펼치게 된다.

### 서울지방경찰청 문화재전담팀
- 이주우 : 최민우 경위 (27세) 역 - 서울지방경찰청 지능범죄수사대 문화재 전담팀

경찰대학을 수석으로 졸업한 엘리트 경찰로 천부적인 추리 능력은 물론 격투 실력까지 수준급이다. 나쁜 놈은 지구 끝까지 쫓아가서라도 반드시 잡겠다는 열정도 지녔다. 하지만 그 열정이 종종 선을 넘는다. 상관의 성희롱을 참지 못하고 턱을 날려버린 탓에 문제아로 낙인 찍혔다. 그 후, 그녀가 발령된 곳은 서울지방경찰청 문화재 전담팀. 오갈 데 없는 문제적 경찰들만 모여있는 곳이란 사실을 알고 좌절하지만, 곧 만만치 않은 곳이란 걸 깨닫게 된다. 문화재 범죄자들이 강력반에서 상대하는 흉악범들 못지 않다는 사실을 알게 되며 위험천만한 세계에 첫발을 들이는데, 천직을 만난 듯 짜릿하기 그지없다!
- 조한철 : 장태인 경감 (51세) 역 - 서울지방경찰청 지능범죄수사대 문화재 전담팀

강력계 마약반의 유능한 반장이었던 10년 전, 전국 최대의 마약 조직을 검거했다. 엄청난 수훈이었지만 도자기 속에 숨겨둔 마약들을 회수하는 과정에서 도자기 24개를 박살 낸 게 문제였다. 바로 대한민국의 국보급 고려청자들이었던 것! 징계가 끝난 후 서울지방경찰청 문화재 전담팀으로 발령 난다. 문화재의 문자도 몰랐던 그는 문화재의 가치가 무엇과도 비교할 수 없는 값진 것이란 걸 깨닫게 되고, 역사와 문화재에 관해 공부에 매달린다. 그 결과 10년이 지난 지금은 장 박사로 불릴 정도로 풍부한 문화재 학식을 갖추고 있다. 오랫동안 쫓고 있던 문화재 전문 도둑 스컹크가 결국 자신과 같은 노선을 타고 있다는 것을 알게 된다. 대명을 통해 그를 극적 섭외하여 팀 ‘카르마’를 창단하고, 은닉된 문화재를 수단 불문 환수하는 비밀 프로젝트를 본격 시작한다.
- 김재원 : 신창훈 경장 (29세) 역 - 서울지방경찰청 지능범죄수사대 문화재 전담팀

폭력계 형사 출신으로 일당백의 엄청난 전투력을 보유했다. 악명 높은 문화재 사범의 검거를 위해 태인이 특별히 선발한 인재다. 그의 주먹과 발길질에 나가떨어진 범죄자들만 모아도 한 트럭이다. 우락부락한 외모와는 달리 따뜻함, 사명감, 의리가 충만한 그는 팀 카르마의 분위기 메이커이자 없어서는 안 될 전투 병기다.

### 문화재청 특별조사과
- 최설 : 진애리 (24세) 역 - 문화재청 특별조사과 막내 공무원

문화재청 막내 공무원이자 대명의 직속 부하직원, 대명을 한심하게 생각해 무시하는 태도를 보이며, 돌직구도 서슴없이 날린다. 어느 날, 대명의 비밀을 알게 되고, 자의 반 타의 반 팀 카르마에 합류한다.
- 박용 : 민 국장 역

문화재청 국장.

### 문화재 관련 범죄자들
- 이덕화 : 김영수 (88세) 역 - 추악한 권력가, 흰달의 비밀 고용주.

일제강점기 친일파 가문에서 태어나 부와 명예를 누렸고, 해방 이후엔 독립운동가 가문으로 신분 세탁해 승승장구했다. 검사로 시작해 국토부 장관까지, 정부의 온갖 요직을 거치며 사리사욕을 채웠다. 하지만 부패한 정권을 지나 민주화의 바람이 불자 점점 설 자리는 좁아져 갔다. 그럼에도 굴하지 않고, 각종 권모술수를 통해 권력가의 뒤에 숨어 이끼처럼 끈질기게 생존했다. 자신이 가진 걸 사수하려는 집착은 갈수록 깊어져 갔다. 피어나는 욕망과 달리 시들어가는 몸뚱이가 야속해질 즈음, 대한민국 땅 어딘가 숱한 문화재와 함께 그의 마지막 염원을 이뤄줄 '영험한 구슬'이 묻혀져 있음을 알게 된다. 그 비밀의 장소를 알려줄 유일한 단서인 '일곱 개의 조선통보', 이를 찾기 위해 그는 그가 가진 모든 것을 걸게 된다.
- 김재철 : 조흰달 (40대 초반) 역 - 전대미문의 암살자, 골동품 도둑, 영수의 수족.

태어날 때부터 손목에 반달 모양의 흰색 점을 가지고 태어났다. 아무런 연고도 없는 고아 출신으로 14살 때부터 골동품 도둑집단에 끌려가 도굴, 절도, 살인 기술을 배우며 자랐다. 그렇게 최고의 골동품 전문 도둑이자 킬러로 명성을 날리게 된다. 하지만 그를 향한 포위망은 조금씩 좁혀져 왔다. 공개수배로 인해 발이 묶인 어느 날, 김영수가 찾아왔다. 완벽한 신분 세탁을 조건으로 자신의 수하가 되어줄 것을 제안한다. 영수의 첫 번째 미션을 성공한 흰달은 새로운 신분을 얻게 된다. 그 후, 일곱 개의 조선통보를 찾으라는 영수의 명을 받들어 전국을 누비던 중, 팀 카르마와 피할 수 없는 대립을 펼치게 된다.
- 최정우 : 고 박사 (60세) 역 - 전설의 도굴꾼이자 보물 사냥꾼

40년 전 활발히 활동하던 도굴꾼으로 천부적인 사기 지능을 발휘해 현재까지도 태인의 검거 리스트 꼭대기에 올라 있다. 일곱 개의 조선통보에 대한 비밀을 알게 된 팀카르마가 이를 얻기 위해 특별 고용한 인물로 극의 활력과 짜증을 동시에 몰고 온다. 말끝마다 거짓말을 달고 사는 그는 아군인지 적군인지, 도움이 되는지 방해가 되는지 도무지 감을 잡을 수 없다.
- 정은표 : 최송철 (56세) 역 - 최송철 역사 문화 연구소 소장

최송철 역사문화 연구소 소장. 간판과 직함은 번듯하지만, 앞뒤 다른 인물. 헌 책방에서 직지 상권을 훔친 뒤, 정부와의 협상에 실패하자 분실을 주장하며 능청스럽게 오리발 내민다.
- 전진오 : 김영찬 (45세) 역 - 골동품과 문화재 전문 장물아비

골동품과 문화재 전문 장물아비, 삼합회와 거래하며, 국내 은닉 문화재들을 해외로 불법 유통한다. 골통 중에서도 최고 악질로 불리며, 태인의 주요 검거 리스트에 올라 있다.
- 장광 : 양 회장 (80세) 역 - 골동품 디렉터

일명 골렉터, 소장 목적이 아닌, 되팔기 위한 목적으로 골동품을 수집한다. 개인 별장에 수많은 은닉 문화재들을 보유하고 있으며, 일곱 개의 조선 통보를 수집하고 있다.
- 김하원 : 한 비서 (31세) 역 - 영수의 비서

영수의 생활 전반에 걸친 모든 것을 관리해주는 총괄 비서.
- 송재희 : 장춘펑 역 - 삼합회의 보스

우연히 조선통보 한개를 갖고 있어 팀 카르마와 김영수의 타깃이 된다.
- 이태희 : 쇼타 역 - 영수의 심복

### 기타
- 이설아 : 안연지 (14세) 역 - 태백 탄광 마을에서 동생 연석과 단둘이 살고 있으며, 실질적인 가장 역할을 하고 있다. 돌아가신 할머니가 물려주신 유품인 조선통보를 감정받고자, TV프로그램에 출연한다. 연석의 누나.
- 정민준 : 안연석 (9세) 역 - 연지의 동생
- 미상 : 백 사장 역

### 특별 출연
- 왕종근 : TV 프로그램 《보물을 찾아서》 MC 역
- 이상준 : 박쥐 역 - 골동품 도둑
- 김영재 : 황대명 아버지 역
- 김학철 : 왕인철 회장 역
- 김원효 : 김영배 역 - 사기 부부단 남편
- 심진화 : 심미영 역 - 사기 부부단 아내

## 시청률
최저 시청률과 최고 시청률은 시청률 조사회사와 지역별로 시청률에 차이가 있을 수 있습니다.
| 2023년 | 2023년   | 2023년     | 2023년     | 2023년 |
| 회차   | 방송일   | AGB 시청률 | AGB 시청률 |        |
| 회차   | 방송일   | 한국(전국) | 수도권     |        |
| ------ | -------- | ---------- | ---------- | ------ |
| 1회    | 4월 12일 | 4.678%     | 5.964%     |        |
| 2회    | 4월 13일 | 3.668%     | 4.397%     |        |
| 3회    | 4월 19일 | 3.582%     | 3.913%     |        |
| 4회    | 4월 20일 | 3.766%     | 3.926%     |        |
| 5회    | 4월 26일 | 3.638%     | 4.224%     |        |
| 6회    | 4월 27일 | 3.140%     | 3.677%     |        |
| 7회    | 5월 3일  | 2.396%     | 2.951%     |        |
| 8회    | 5월 4일  | 2.225%     | 2.213%     |        |
| 9회    | 5월 10일 | 2.418%     | 2.739%     |        |
| 10회   | 5월 11일 | 2.325%     | 2.521%     |        |
| 11회   | 5월 17일 | 1.939%     | 2.287%     |        |
| 12회   | 5월 18일 | 2.320%     | 2.812%     |        |

## 같이 보기
- 대한민국의 텔레비전 드라마 목록 (ㅅ)
- 2023년 대한민국의 텔레비전 드라마 목록